# Põima
Põima es un pueblo ubicado en el municipio de Kadrina, en el condado de Lääne-Viru, Estonia.

## Superficie
Posee una superficie de 5,492 kilómetros cuadrados.

## Demografía
Hasta 2021 la población era de 40 habitantes, con una densidad de población de 7,283 habitantes por kilómetro cuadrado.